# Dynastie Qin
Vous lisez un « article de qualité » labellisé en 2013.
Ne doit pas être confondu avec Dynastie Qing.
Pour les articles homonymes, voir Qin.
Sauf précision contraire, les dates de cet article sont sous-entendues « avant l'ère commune », c'est-à-dire « avant Jésus-Christ ».
221 av. J.-C. – 206 av. J.-C.
Entités précédentes :
- Dynastie Zhou
- État de Qin

Entités suivantes :
- Dynastie Han

La dynastie Qin (chinois : 秦朝 ; pinyin : Qín Cháo ; Wade : Ch'in Ch'ao ; EFEO : Ts'in) est la première dynastie impériale de la Chine, qui dure de 221 à 206 av. J.-C. C'est la conquête des six États issus de la chute de la dynastie Zhou par l'État de Qin, conquête unifiant de facto le pays, qui l'installe au pouvoir. Les quatorze années de règne de son fondateur, Qin Shi Huang, le premier empereur de l'histoire de la Chine, et de son fils Qin Er Shi représentent, malgré cette brièveté, un tournant capital dans l'histoire nationale : cette courte période inaugure l'ère impériale qui voit se succéder de nombreuses autres dynasties jusqu'à la chute des Qing en 1912 avec la proclamation de la république.
L'empire Qin est le produit des évolutions de l'État de Qin qui apparaît dans les régions occidentales au début du IXe siècle av. J.-C. Il s'impose peu à peu comme la première puissance militaire de la période des Royaumes combattants. Ce sont les réformes légistes de Shang Yang, au milieu du IVe siècle av. J.-C., qui assurent la supériorité de son armée, d'autant qu'elles sont poursuivies au cours des décennies suivantes.
De nombreuses mesures centralisatrices visant à la cohésion du nouvel empire accompagnent la politique d'unification de la Chine : standardisation des poids et des mesures, adoption d'une seule monnaie et d'une seule écriture, construction de la Grande Muraille qui fixe le territoire impérial. Il arrive qu'en appliquant ce programme, le pouvoir se comporte de manière brutale et autoritaire, notamment à l'égard des lettrés de la tradition confucianiste. L'image d'une dynastie despotique et immorale que vont laisser les Qin s'explique en partie par le ressentiment des élites cultivées.
Malgré sa puissance militaire, la dynastie Qin ne s'impose pas durablement. À la mort du Premier Empereur en 210 av. J.-C., son fils monte sur le trône avec le soutien de deux conseillers de son père, Li Si et Zhao Gao, qui comptent bien le manipuler. La rivalité entre les deux hommes affaiblit l'État. Les deux intrigants subissent l'un après l'autre la peine capitale et l'instabilité politique ainsi créée profite au général Liu Bang, qui fonde la dynastie Han en 206 av. J.-C. Celle-ci, tout en cherchant à se démarquer idéologiquement de celle qui la précède, reprend l'essentiel de sa politique unificatrice et en assure la pérennité.

## Sources
La source principale servant à reconstituer l'histoire et les institutions de la dynastie Qin est l'ouvrage de Sima Qian (145-86 av. J.-C.) intitulé Mémoires historiques (Shiji), daté des débuts de la dynastie Han, soit un siècle environ après la fin des Qin,. Cet historien s'appuie, entre autres, sur les archives de la cour Qin encore disponibles à son époque, notamment des chroniques qui rendent relativement fiable la description des événements qu'il propose. Dans son ouvrage, qui concerne plus largement toute la période antique, il raconte la vie de plusieurs personnalités majeures de l'histoire de Qin, comme Shang Yang ou Lü Buwei. Mais la façon dont il en parle est souvent biaisée, du fait de son approche vaguement confucianiste, mâtinée de taoïsme, et moralisante. Elle donne l'image d'un Premier Empereur cruel et despotique. Les Mémoires historiques exagèrent la portée de certains événements comme l'autodafé des ouvrages savants et la persécution des lettrés. Ils se font aussi l'écho d'hypothèses douteuses, comme celle qui veut que Lü Buwei soit le père de Qin Shihuangdi. Sima Qian cite également le contenu, jugé fiable, de plusieurs inscriptions sur pierre du Premier Empereur, qui sont une source appréciable pour reconstituer l'idéologie de l'empire Qin.

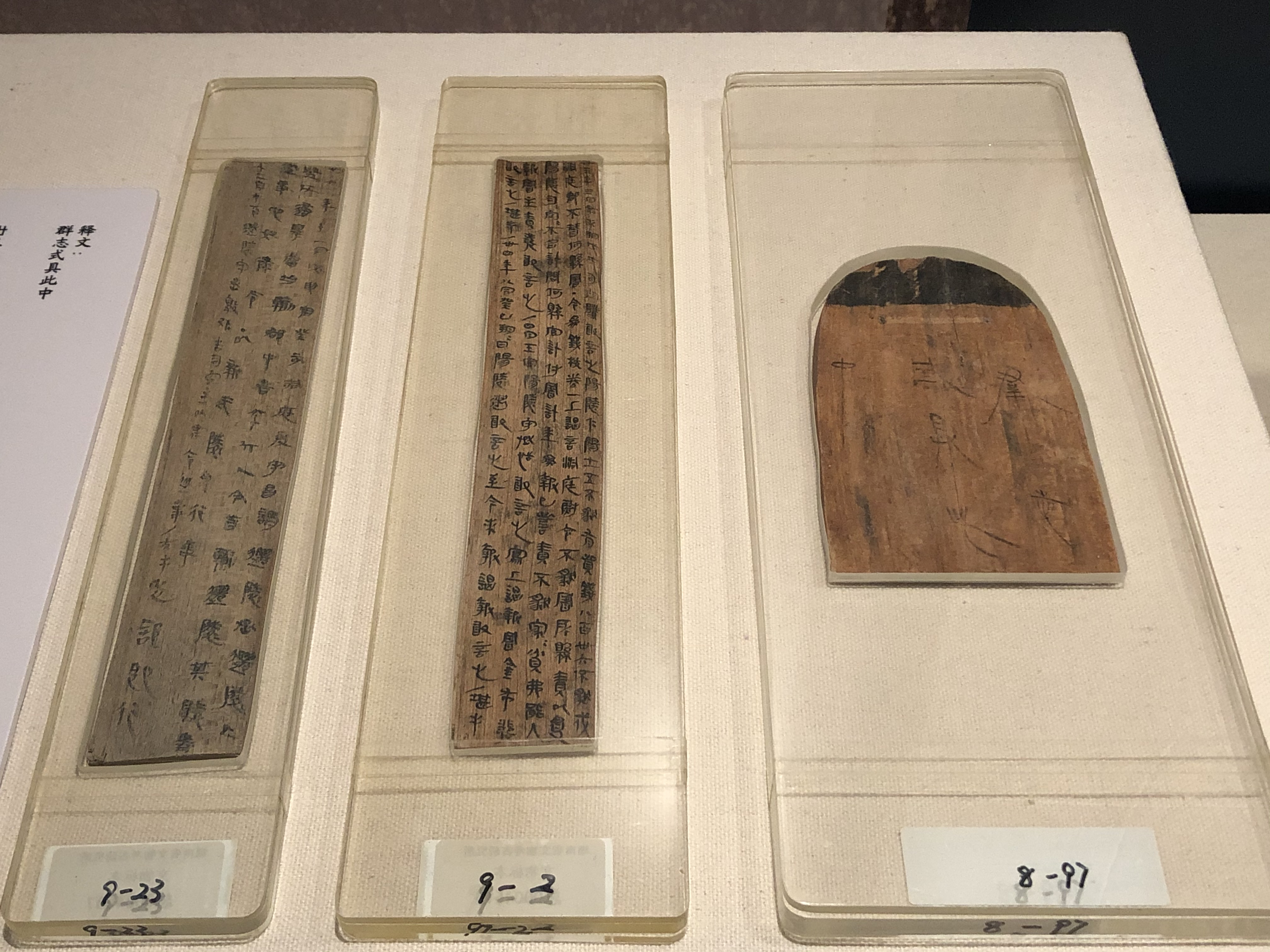
Exemples de textes sur bambou mis au jour à Liye.

Depuis quelques décennies, des découvertes archéologiques ont permis d'enrichir la documentation historique disponible sur l'empire Qin, bien que sa courte durée limite les possibilités de découvertes. La plus célèbre est celle du mausolée de Qin Shihuangdi et de son armée en terre cuite. Les fouilles dans d'autres sépultures ont exhumé, sur des lamelles de bois et de bambou, des textes de nature administrative et juridique permettant de mieux comprendre l'organisation de l'État Qin ; plusieurs milliers de documents administratifs ont ainsi été mis au jour dans un puits à Liye (Hunan) en 2002. Les fouilles de bâtiments publics ont en revanche été moins fructueuses pour cette période, en dehors de la mise au jour des fondations de palais dans la capitale,.

## Histoire

### Origines et premiers développements
Les origines de la dynastie Qin remontent à la période des Zhou de l'Ouest (environ -1046 à -771), plus précisément aux premières années du IXe siècle. L'ancêtre de la lignée, alors établie dans le Gansu, est un certain Feizi qui est doté en terres par le roi Xiao des Zhou, notamment en raison du talent dont avait fait montre son lignage dans l'élevage des chevaux. Il prend alors, d'après le lieu où il s'établit, le nom de Ying de Qin. Ses successeurs continuent à servir les rois Zhou, même s'ils sont considérés comme frustes et quasiment barbares, du fait de leur situation marginale par rapport à la Plaine centrale où sont établis les principaux lignages. Quand la dynastie Zhou migre vers l'est pour s'établir à Luoyang en 771, les Qin investissent la riche vallée de la rivière Wei occupée auparavant par les Zhou. Durant la période des Printemps et des Automnes (771-481), la principauté de Qin renforce de plus en plus son pouvoir. Les ducs de Qin intègrent alors le cercle des principales puissances politiques de la Chine, tandis que l'autorité de la dynastie Zhou se réduit comme peau de chagrin. L'État de Qin s'étend sur les régions voisines, notamment en direction de l'est, et ses chefs construisent des capitales de plus en plus fastueuses. Les fouilles archéologiques récentes montrent que les Qin s'intègrent mieux dans la communauté « chinoise » de l'époque, puisqu'ils adoptent les rites funéraires accomplis dans la Plaine centrale. Mais les particularismes régionaux restent forts, permettant de parler d'une identité propre à Qin.

### Réformes et expansion
Durant la période des Royaumes combattants (481-221), les principaux États rivaux pour la domination de la Chine sont Yan, Qi, Chu, Zhao, Han, Wei et Qin. Leurs souverains affirment définitivement leur autonomie face à la dynastie Zhou, qui ne dispose plus que d'un territoire réduit et ne compte plus sur le plan politique et militaire. Les conflits entre les royaumes deviennent de plus en plus violents, mobilisant des dizaines puis des centaines de milliers de soldats, tandis que les structures politiques et administratives des États sont de plus en plus centralisées.
L'élévation en 361 de Shang Yang au rang de ministre du duc Xiao de Qin constitue un tournant historique majeur. Shang Yang procède en effet à un certain nombre de réformes décisives pour asseoir la puissance des Qin. Il utilise les préceptes du courant de pensée légiste qui vise à gouverner la société de la façon la plus efficace possible, notamment par le biais de lois et d'une administration plus strictes. Il prend diverses mesures, certaines brutales et autoritaires, afin de créer une société reposant sur de nouvelles hiérarchies liées en grande partie au mérite et au dévouement envers l'État. Shang Yang (dont la pensée est présentée dans le Livre du prince Shang, ouvrage qui a été sans doute rédigé bien après sa mort,) préconise en particulier le renforcement de l'agriculture et de l'armée, considérées comme les seules véritables sources de puissance et vues comme étant interdépendantes. Il s'appuie donc sur la classe des paysans en procédant à un nouveau partage des terres, ce qui accroît d'autant la production qu'il incite à de nouveaux défrichages, dégageant d'importants revenus pour l'État qui prélève directement des taxes sur les paysans et les récoltes. Ces mesures accroissent la richesse du royaume et renforcent ses capacités guerrières. Les soldats doivent être recrutés avant tout dans la paysannerie, déjà organisée en groupes solidaires qui servent désormais de base à la conscription. Des récompenses sont distribuées pour encourager les sujets à bien travailler et bien combattre. L'État qui naît de ces réformes est alors véritablement « organisé pour la guerre » (M. E. Lewis),.

Extension approximative des royaumes combattants en 260, avant les grandes conquêtes de Qin.

Qin dispose d'autres avantages sur ses rivaux, du point de vue géographique en particulier. Ses sols sont fertiles ; les montagnes qui l'entourent constituent une barrière naturelle contre ses ennemis, surtout à l'ouest d'où viennent les principales menaces ; son agriculture développée permet de subvenir aux besoins d'une armée nombreuse et profite en retour des conquêtes de riches régions agricoles, comme le Sichuan (États de Shu et Ba). Des travaux hydrauliques sont entrepris pour étendre la surface mise en culture, comme le canal dérivé de la rivière Wei en 246 qui irrigue les plaines de l'actuel Shanxi central, dont le creusement est supervisé par Zheng Guo. En revanche, on ne peut considérer que Qin ait joui d'un avantage sur ses voisins du point de vue de la technique militaire. Son organisation politique et juridique ainsi que son économie prospère ont sans doute été les facteurs décisifs de ses succès.
Quand Shang Yang meurt disgracié en 338, l'armée de Qin est devenue l'une des plus efficaces de la Chine. Fort de ces succès, le duc Huiwen prend le titre de « roi » (wang) comme l'ont fait la plupart des autres monarques des États majeurs du pays. Parmi les grandes victoires de Qin durant cette période, on peut relever la conquête des États de Shu et Ba en 316, ainsi que celle de la partie occidentale du royaume de Chu après la prise de sa capitale Ying en 278. Qin connaît cependant des revers lorsque ses rivaux s'allient pour freiner son ascension, tandis que des troubles successoraux le déstabilisent de l'intérieur (comme en 307). Mais cela ne dure pas : Qin reprend son ascension dans la première moitié du IIIe siècle sous l'impulsion de son ministre Fan Sui qui renforce la centralisation du royaume, et des campagnes militaires du général Bai Qi qui remporte de nombreux (et très meurtriers) succès au combat,.

### Conquête des États rivaux

L'empire Qin après l'unification et les conquêtes du règne de Qin Shi Huangdi, vers 210 av. J.-C.

Au milieu du IIIe siècle, le royaume Qin est en position de force face à ses rivaux. Le roi Zheng monte sur le trône en 246, mais n'exerce le pouvoir effectivement qu'à sa majorité en 238. Le premier ministre Lü Buwei, qui servait déjà sous son prédécesseur, assiste le roi Zheng durant les premières années de son règne. Il est cependant disgracié en 237 et poussé au suicide peu après. Un autre grand homme d'État émerge alors : Li Si, amené à devenir le principal ministre de Qin après l'unification de la Chine. La première partie du règne de Zheng est marquée par des conflits avec les royaumes voisins, au cours desquels la supériorité militaire de Qin est de plus en plus flagrante. En 230, le royaume de Han, à l'est, est le premier à être annexé. L'État de Zhao se rend en 228, peu avant qu'un prince de l'État de Yan ne mandate un assassin pour exécuter le roi Zheng et mettre un terme à ses ambitions. Mais cette tentative échoue et conduit à l'invasion de Yan en 226. Puis les armées Qin lancent des attaques à l'est avant de poursuivre au sud. L'État de Wei tombe en 225 et Chu est contraint de se soumettre à son tour en 223 après une résistance vaillante. Enfin, tant les derniers territoires appartenant encore à la dynastie Zhou à Luoyang que le royaume de Qi sont conquis en 221, année qui marque l'unification définitive de la Chine par Qin,.

### Domination de la Chine et expéditions vers l'extérieur
Le roi Zheng, devenu le seul souverain de la Chine unifiée, rejette le titre de roi et cumule ceux des trois « Souverains » (huang) et des cinq « Empereurs » (di) dans son nouveau nom de règne : Shi Huangdi, couramment traduit par « Premier Empereur »,. Il ordonne alors que toutes les armes qui n'appartiennent pas au gouvernement soient confisquées et fondues. Le métal ainsi récupéré est utilisé pour construire douze statues ornementales dans la capitale des Qin, Xianyang.
Malgré la conquête des royaumes rivaux, la machine de guerre de Qin ne reste pas inerte, les hostilités se déplaçant vers les frontières de la Chine. Un premier ensemble de troupes est envoyé à la conquête des territoires des tribus méridionales. Cependant, l'armée Qin n'étant pas familiarisée avec le terrain, notamment avec la jungle, est défaite et perd 100 000 hommes. Pour parvenir à leurs fins, les Qin creusent un canal vers le sud destiné à acheminer l'approvisionnement des troupes et lancent une deuxième offensive entraînant la conquête d'une grande partie de la région de Guangzhou, du Guangxi et sans doute aussi du Fujian, puis une poussée jusqu'à Hanoï. Qin Shihuangdi déplace alors plus de 100 000 personnes pour coloniser les régions nouvellement annexées dont le potentiel agricole est énorme. L'expansion de l'empire vers le sud est porteuse d'avenir, ces territoires prenant de plus en plus d'importance dans l'espace chinois au cours des siècles suivants. Pour autant, l'implantation reste fragile et ces terres sont perdues après la chute de la dynastie, avant d'être reconquises par les Han,.
Au nord, les « barbares », que les textes appellent généralement Hu, ou encore Jung et Ti, sont depuis longtemps des adversaires des royaumes chinois qui ont érigé plusieurs murailles pour tenter de les contenir. Ces peuples sont généralement présentés comme nomades, mais il est possible qu'ils aient aussi compté en leur sein des agriculteurs sédentaires, voire qu'ils aient vécu en symbiose avec les peuples des oasis de l'Asie Centrale. Pour conquérir ces contrées, l'empereur dépêche son grand général Meng Tian avec une armée de plusieurs dizaines de milliers d'hommes (100 000 ou 300 000 selon les passages du Shiji). Le général s'empare des territoires situés au sud du fleuve Jaune, puis y installe des garnisons comportant, outre les soldats, des colons civils déportés qu'il charge de construire la Grande Muraille pour contenir les assauts des nomades du nord. Il aurait même lancé des attaques au nord du fleuve Jaune. Ces campagnes ont sans doute été très dévastatrices pour les tribus nomades, mais elles ont paradoxalement contribué à leur consolidation politique et militaire. Il est en effet admis que c'est à leur suite qu'émerge le royaume des Xiongnu. Ce peuple aux origines obscures est unifié peu après la chute des Qin par son grand souverain Modu et finit par représenter une grave menace pour la Chine des Han,.

### Chute de la dynastie

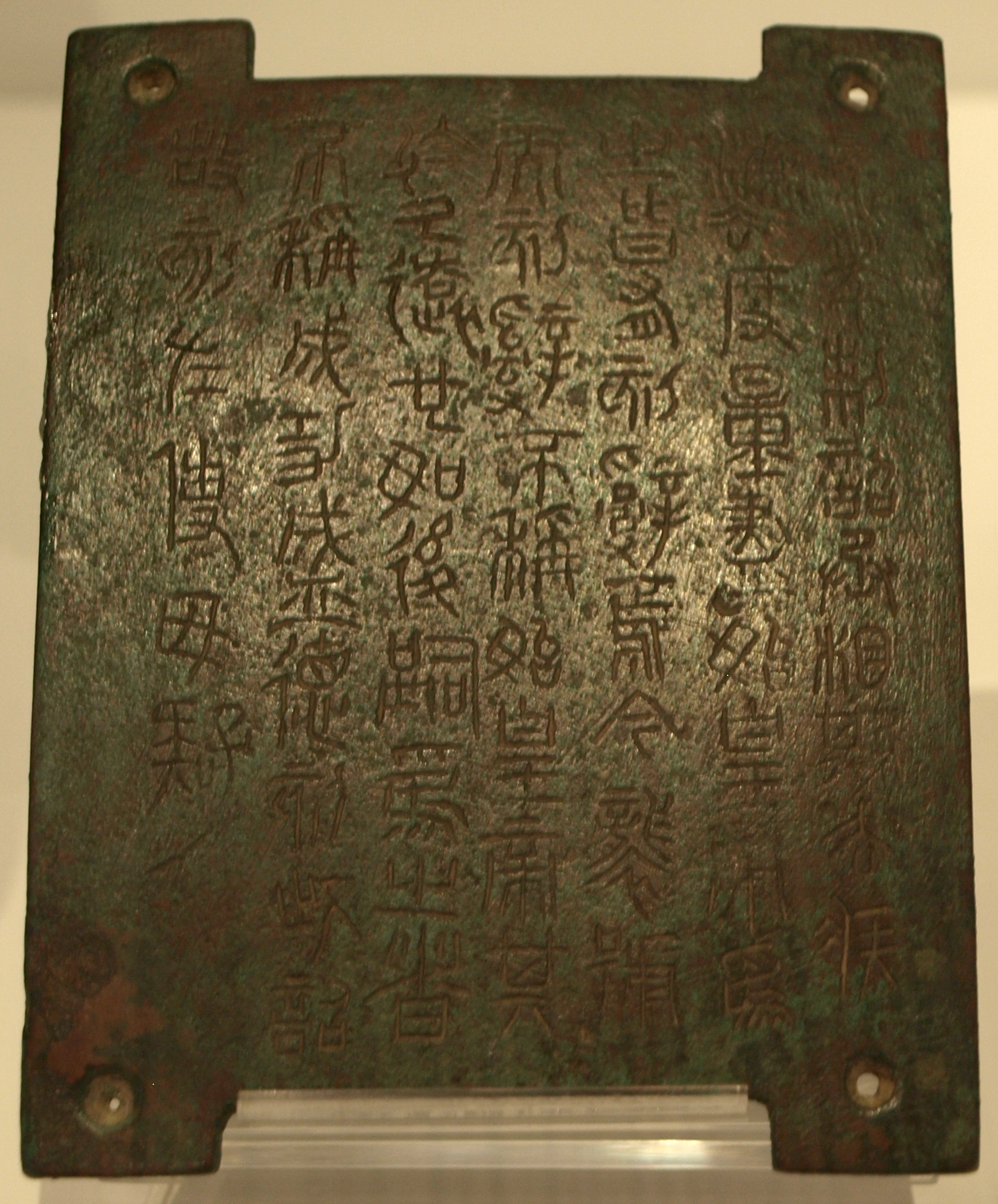
Édit impérial en bronze datant de l'époque du second empereur Qin. Royal Ontario Museum.

Durant son règne, Qin Shihuangdi est victime de trois tentatives d'assassinat, ce qui le rend paranoïaque, tandis que son sentiment d'être devenu un être surhumain le rend obsédé par la quête de l'immortalité. Il meurt en 210, au cours d'un voyage dans les contrées orientales de l'empire ayant pour objectif de rapporter un élixir d'immortalité concocté par des magiciens. Le chef des eunuques Zhao Gao et le premier ministre Li Si dissimulent son décès pendant le voyage de retour jusqu'à ce qu'ils fassent accéder au trône le fils le plus docile de l'empereur, Huhai, qui prend le nom de Qin Er Shi (« Second Empereur Qin »). Ils pensent le manipuler et prendre le contrôle effectif du pouvoir. Le nouveau souverain fait exécuter plusieurs ministres et princes impériaux, multiplie les projets architecturaux (l'un des plus extravagants étant le laquage des murs de la ville), envisage d'agrandir son armée, augmente les impôts et emprisonne les messagers qui lui apportent de mauvaises nouvelles. Excédées par ces réformes qui rendent la domination Qin insupportable, plusieurs régions de Chine se révoltent. Y émergent alors des chefs de guerre qui parviennent à disloquer l'empire en quelques mois et se proclament rois des territoires qu'ils contrôlent, cherchant à restaurer les royaumes annexés par Qin quelques années auparavant,.
Au sommet de l'État, Li Si et Zhao Gao entrent en conflit et le premier est exécuté en 208. Zhao Gao décide ensuite de pousser Qin Er Shi au suicide, avant d'être à son tour éliminé par Ziying, membre de la famille royale généralement présenté comme un neveu du Second Empereur,. Il tente de rester au pouvoir, mais la majeure partie de la Chine est déjà perdue pour ce qu'il reste de la dynastie Qin. La révolte la plus importante, celle du pays de Chu, peut compter sur deux chefs de guerre redoutables qui achèvent la première dynastie impériale : Liu Bang, qui s'empare de Xianyang, la capitale, et la met à sac ; Xiang Yu, qui arrête peu après Ziying et le fait exécuter au début de l'année 206. C'est la fin de l'empire Qin. Dans un premier temps, Xiang Yu semble être le grand vainqueur, mais il ne parvient pas à pacifier le pays. Liu Bang, qu'il n'a pas réussi à éliminer, s'en débarrasse en 202 après plusieurs années de conflit et devient alors le seul maître. Il fonde la dynastie Han dont il devient le premier empereur, sous le nom de Gaozu,.
Les causes de la chute de la dynastie Qin si peu de temps après son avènement font depuis longtemps l'objet de nombreuses discussions. Suivant la vision confucianiste traditionnelle, elle serait due à l'immoralité et la brutalité des empereurs et ministres Qin — en premier lieu Qin Shihuangdi — qui n'auraient pas respecté les anciennes traditions héritées des Zhou. Les historiens contemporains considèrent plutôt que les responsables de l'État Qin, organisé tout entier en vue de la conquête militaire de la Chine, n'ont pas été capables de changer de politique et de réformer les institutions afin de stabiliser les conquêtes et de pacifier réellement le pays. En particulier, ils auraient échoué à prendre en compte les traditions et cultures régionales propres aux royaumes conquis,.

## Organisation de l'empire
Le gouvernement Qin est administré par des fonctionnaires organisés suivant une hiérarchie stricte. Ils servent l'empereur, figure suprême auréolée de gloire après avoir mené à bien la conquête de tous les royaumes rivaux. À la suite de cette unification, de nombreux aspects de la vie quotidienne des sujets sont standardisés comme les poids et les mesures, l'écriture, la langue et jusqu'aux détails les plus pratiques, par exemple la longueur des essieux de charrue. La loi est censée être la base de l'organisation de la société, le peuple devant la respecter mais aussi la faire respecter, sous la pression de différentes mesures répressives et incitatives. L'État Qin est enfin un état militarisé, qui a mené à bien la conquête de la Chine grâce à une armée aux effectifs pléthoriques et très bien organisée, l'effort de guerre étant supporté par toute la société.

### Le Premier Empereur

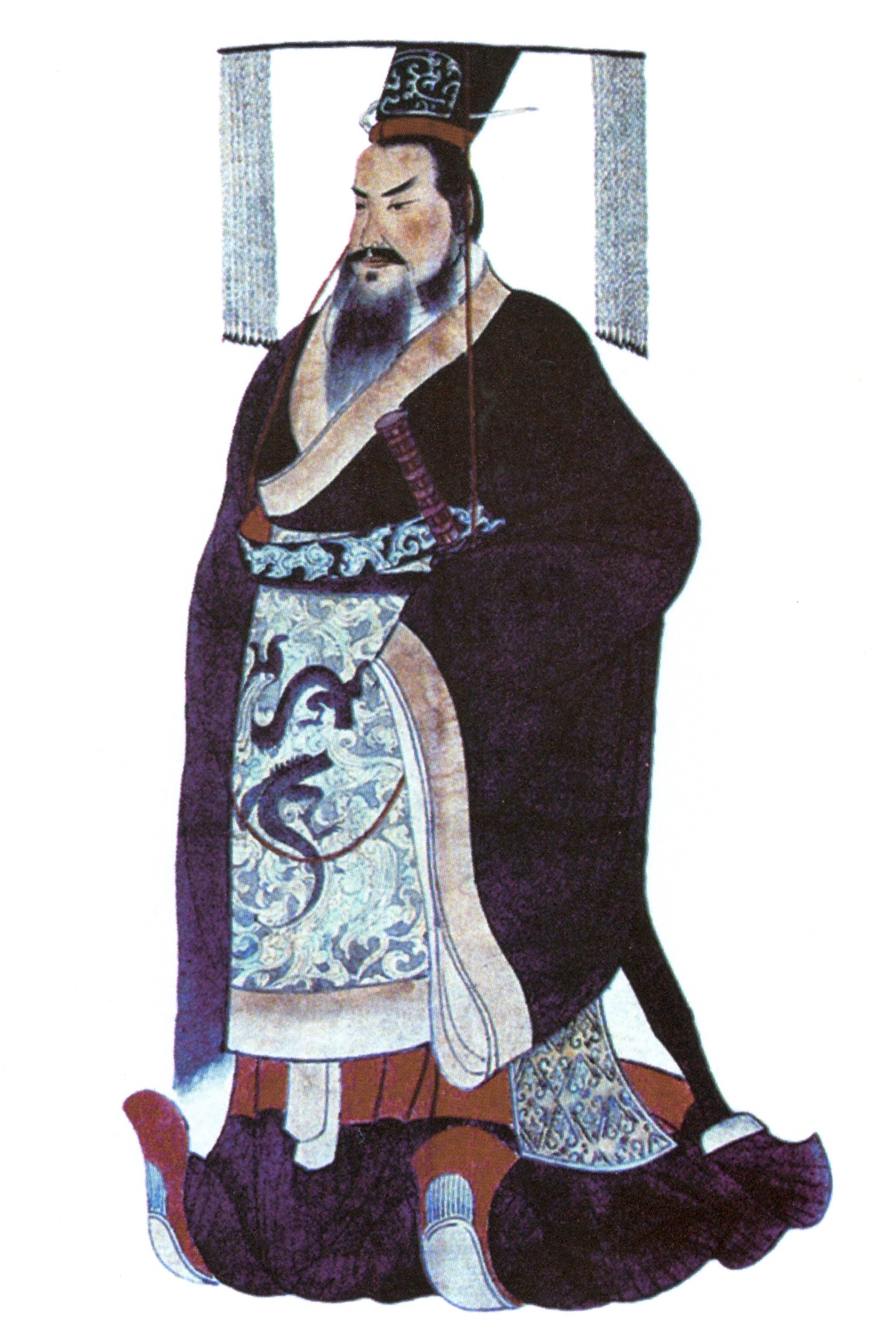
Portrait (hypothétique) de Qin Shihuangdi.

Shi huangdi, « Premier Empereur », en style petit sigillaire.

#### Un fondateur
Au sommet de l'État et de la société, l'empereur qui a unifié la Chine en détruisant en à peine dix années des royaumes existant depuis plusieurs siècles acquiert une dimension quasi-divine, ayant pleinement conscience qu'il fait entrer le pays dans une nouvelle ère. Puisqu'il exerce un pouvoir sans commune mesure avec celui de ses prédécesseurs, il décide de prendre un nouveau titre plus à la mesure de sa puissance que celui de « roi » (wang). Après discussion avec ses conseillers, son choix se porte sur Huangdi, créé en référence aux trois « Souverains » (huang) et aux cinq « Empereurs » (di), personnages légendaires qui auraient été à l'origine de la civilisation chinoise, auxquels il cherche à se rattacher. Il est le « Premier » (Shi) « Empereur » (Huangdi), son successeur devant quant à lui être le Second Empereur, auquel succèderait un Troisième Empereur et ainsi de suite. Qin Shihuangdi choisit également de placer sa dynastie sous l'élément de l'Eau qui, en accord avec la théorie des Cinq Phases alors en plein essor, succède au Feu qui serait l'élément des Zhou. Le noir étant la couleur associée à l'eau, elle devient celle de la dynastie, de même que le chiffre six : vêtements et drapeaux sont noirs à la cour impériale, et le char de l'empereur, tiré par six chevaux, mesure six pieds de large.

#### Une personnalité complexe
Le Premier Empereur fait rédiger des inscriptions à sa gloire dans tout l'empire, rapportées par Sima Qian : elles proclament son attachement aux esprits antiques et ses prétentions à la domination universelle. Il met l'accent sur son rôle de pacificateur : la période durant laquelle les conflits déchiraient les Royaumes combattants est, grâce à lui, close (notion de « Grande Paix », Taiping). Il a restauré l'ordre, posant ainsi les bases d'une ère de prospérité qu'il souhaite éternelle. Qin Shihuang se présente comme un souverain sage, bienveillant et juste qui a édicté des lois visant au bonheur des populations, et qui travaille sans repos du matin au soir aux affaires de l'empire. Dans la pensée politique de son époque, il est un véritable démiurge façonnant et ordonnant le monde pour son plus grand bien, le maître suprême du monde terrestre qui s'organise autour de lui de la même manière que le monde céleste des esprits s'organise autour d'une divinité astrale suprême, le Ciel ou le Grand Un. Il reprend et synthétise les idées des différents courants de pensée de l'époque des Royaumes combattants qui attendaient l'arrivée d'un souverain unificateur,. Un culte se développe autour de sa personne, soulignant de la sorte sa stature divine.
Cette vision tranche avec l'image que Sima Qian et les auteurs confucianistes de l'époque Han ont laissé de ce souverain qu'ils décrivent au contraire comme autoritaire, mégalomane et excessif, vivant dans le secret, notamment à la suite des tentatives d'assassinat auxquelles il a survécu. Ses décisions brutales, les nombreuses morts accompagnant ses conquêtes et ses grands travaux (palais, murailles, tombeau), laissent de lui un très mauvais souvenir. Il semble avoir été angoissé par la mort et obsédé par l'idée d'accéder à l'immortalité. Il s'intéresse aux divers spécialistes des pratiques magiques et divinatoires. Il aurait même lancé une expédition visant à atteindre les îles légendaires où vivraient les Immortels,.

#### Un mausolée monumental

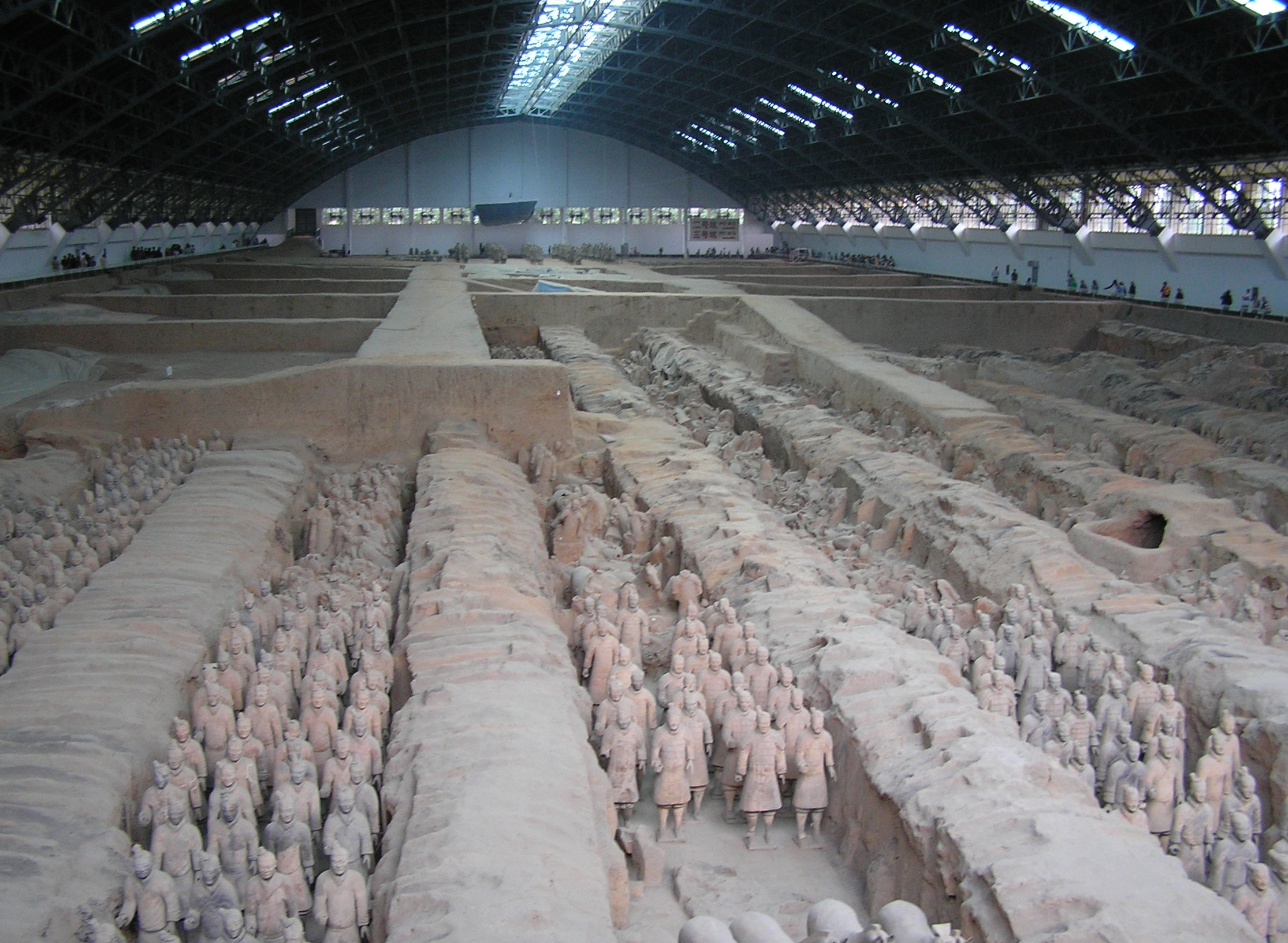
Vue générale de la fosse no 1 du mausolée du Premier Empereur au musée de Xi'an.

Enfin, la politique de grands travaux, culminant avec son vaste mausolée de Lintong, tend à exalter sa grandeur et affirmer sa volonté de lui conférer une dimension d'éternité. L'exploration et les fouilles qui en ont été faites, puis la mise au jour de son armée de terre cuite à partir de 1974, témoignent en effet de la mégalomanie du Premier Empereur. Il s'agit d'un complexe héritier des traditions funéraires propres aux souverains chinois, mais dont les dimensions sont inégalées. Selon Sima Qian, sa construction aurait mobilisé 700 000 hommes. Le tombeau de Qin Shihuangdi, comprenant sa vaste chambre funéraire décrite par l'historien, se situe sous un grand tumulus entouré d'une double enceinte ; il n'a été que très peu exploré par les fouilles récentes. Quelques fosses à offrandes et des temples funéraires se trouvent dans la première enceinte. Les découvertes les plus importantes ont été accomplies dans les nombreuses fosses entourant la sépulture, réparties sur une très vaste zone. Certaines contiennent des victimes de sacrifices humains. Les fosses les plus célèbres sont celles contenant les statues en terre cuite de soldats de l'armée Qin, qui n'apparaissent pas dans la description de Sima Qian. Il s'agit de huit fosses localisées à environ 1,5 kilomètre à l'est du tumulus funéraire. La plus vaste comprend à elle seule les statues de plus de 6 000 soldats, de chevaux et de chars. Une des fosses comprend une grande quantité d'éléments d'armures. Dans une autre, un petit lac intérieur avait peut-être été construit. Le complexe est sans doute pensé comme la réplique d'un palais impérial, destiné à accompagner l'empereur après sa mort. Les archéologues ont également mis au jour différents éléments liés à sa construction : des carrières, des ateliers, dont ceux où étaient confectionnées les statues d'argile, et les tombes collectives des travailleurs,,,.

### Unification et centralisation

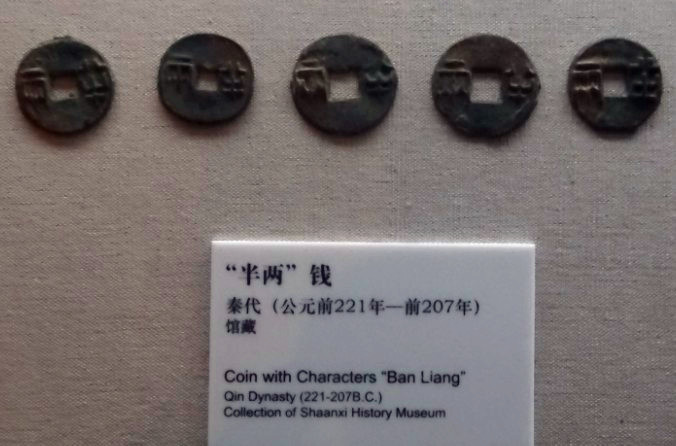
Pièces de type banliang de la dynastie Qin, musée d'Histoire du Shaanxi.

#### Circonscriptions administratives
L'unification territoriale de la Chine s'accompagne de réformes visant à faire disparaître les différentes traditions régionales des États de la période des Royaumes combattants qui viennent tout juste d'être conquis. Il s'agit en général d'y faire adopter les institutions et standards développés depuis plus d'un siècle dans l'État de Qin. Le gouvernement, en premier lieu Li Si, refuse de suivre le modèle de la dynastie Zhou en attribuant le commandement de parties de l'empire à des princes de la famille impériale, car ceux-ci pourraient y implanter des dynasties locales représentant une menace pour le pouvoir central. On étend donc à tout l'empire le même système de découpage du territoire, celui des commanderies (jun) déjà en place dans l'État de Qin. Le territoire est découpé en trente-six puis quarante-deux commanderies, avec à leur tête un administrateur civil (shou) et un administrateur militaire (wei), désignés directement par le pouvoir central et révocables ; ils sont surveillés par un inspecteur impérial représentant directement l'empereur. Les familles nobles des anciens royaumes, dont le pouvoir local a été démantelé, sont déportées dans la capitale (cent vingt mille selon les données — douteuses — fournies par Sima Qian).

#### Mesures de standardisation

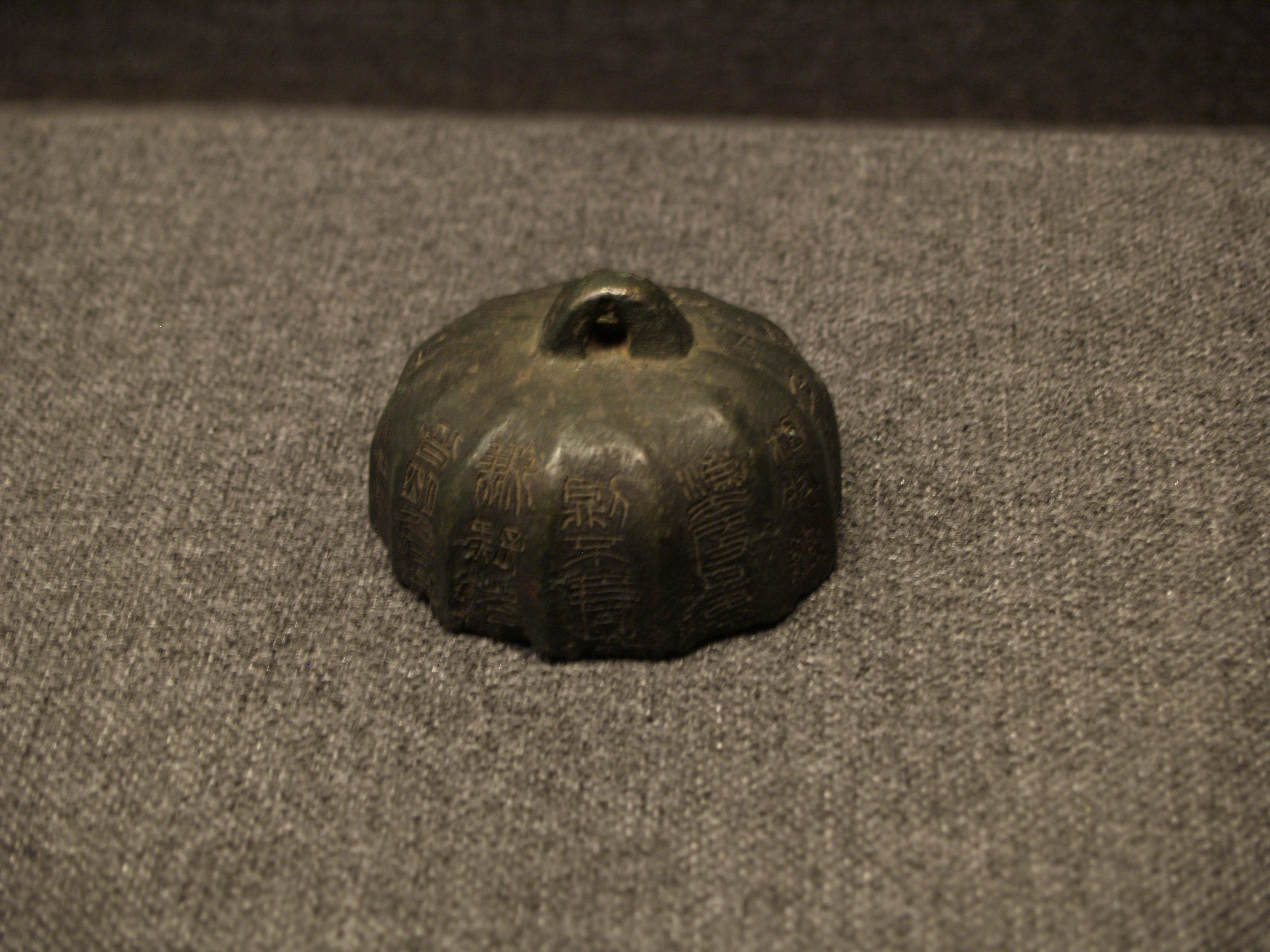
Poids de la dynastie Qin sur lequel est inscrit un édit de standardisation des poids. Musée du roi de Nanyue.

D'autres mesures majeures sont prises avec la même optique de centralisation et d'homogénéisation dans plusieurs domaines de la vie sociale, de l'économie et de la culture : la standardisation des lois, des poids et mesures, de l'écriture, des courants de pensée (la politique d'autodafé et de répression des lettrés, fenshu kengru), etc.,,. Un autre exemple de cette volonté d'uniformisation concerne la monnaie. Avant la conquête Qin, différents types de monnaie aux formes hétérogènes (bêches, couteaux, cauris, etc.) avaient cours ; à Qin et dans d'autres royaumes, la monnaie la plus courante était la pièce en bronze ronde avec un trou carré en son centre (les « sapèques », banliang). Sur toutes les terres soumises par les Qin, elle devient la seule monnaie en vigueur.

#### Contrôle et protection de l'espace impérial

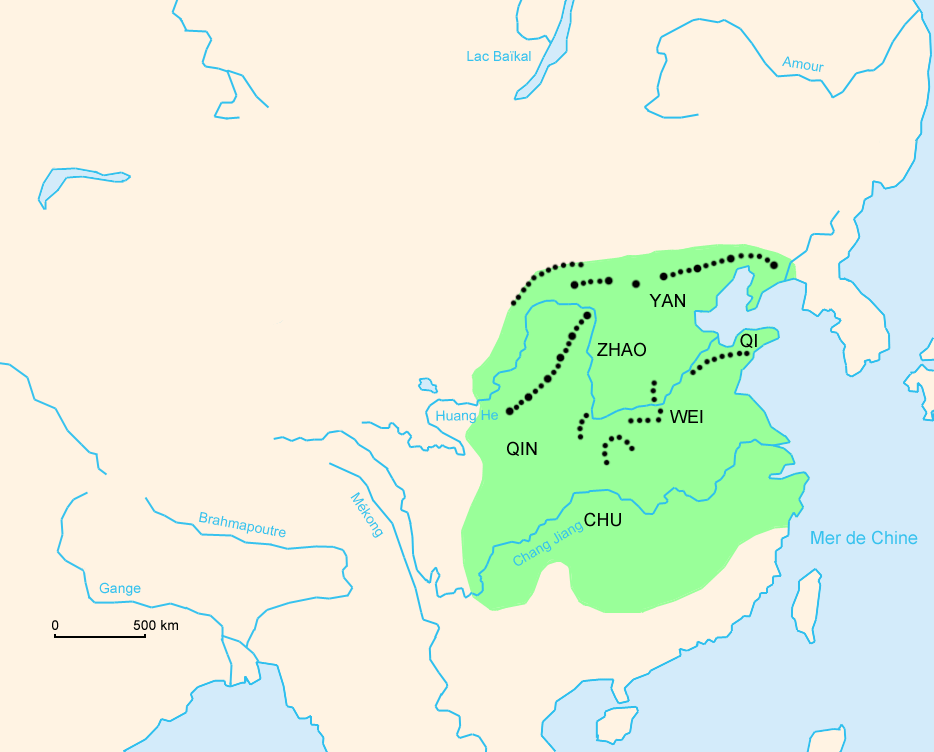
Tracé des sections les plus anciennes de la Grande Muraille : les petits points figurent les parties de la période des Royaumes combattants, les gros points celles de la période de la dynastie Qin.

C'est la même politique qui préside à la création d'un réseau de routes couvrant tout l'empire à partir de la capitale avec de nombreux relais et points de contrôle. Les routes au même gabarit permettent de faire passer des chars dont les essieux sont de même longueur, celle qui est la norme à Qin. Qin Shihuangdi les parcourt en personne et à de nombreuses reprises pour se rendre en différents points de l'empire pour participer à des rituels et inspecter les chantiers qui y sont ouverts. La construction de canaux (notamment les travaux supervisés par Zheng Guo, précédant l'unification) et de la Grande Muraille, ou encore la mise en place d'une politique de colonisation des territoires conquis au Sud, participent également de cette volonté de mieux contrôler l'espace,,.

#### La capitale

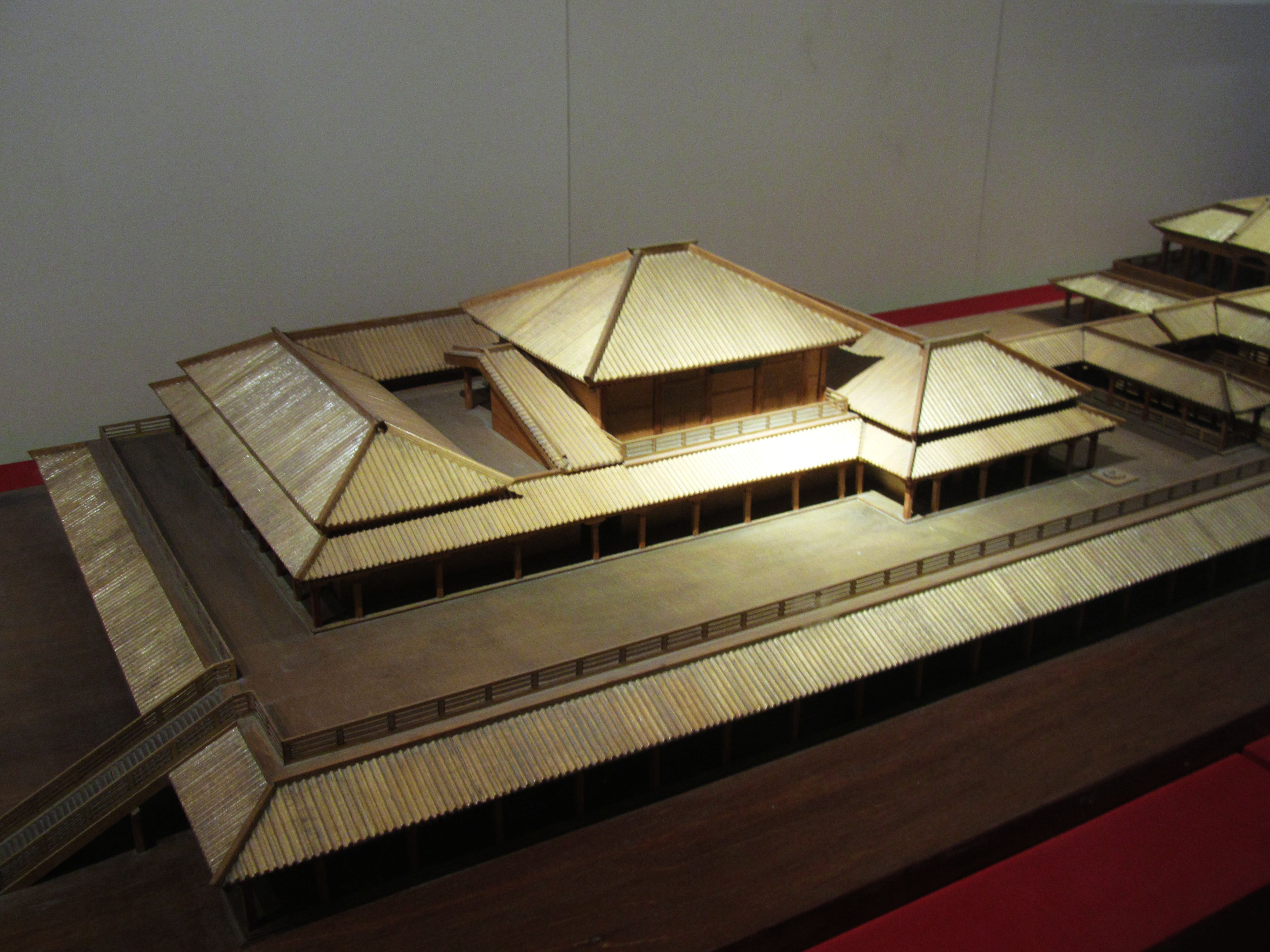
Maquette du palais no 1 de Xianyang, musée de Xianyang.

Au centre de l'empire, la capitale Xianyang (près de l'actuelle Xi'an) se doit de refléter la puissance du nouveau pouvoir. De nos jours, il n'en reste cependant quasiment plus de vestiges, car les ruines de cette époque sont souvent recouvertes par celles des périodes suivantes. Malgré l'absence de traces d'une enceinte, on a pu établir qu'elle occupait un espace rectangulaire d'environ 18,5 kilomètres de long, du nord au sud, et 13,3 kilomètres de large, d'est en ouest. Un complexe palatial a été mis au jour au nord de la rivière Wei, vers Yaodian : on y repère cinq groupes de bâtisses majeures dont la mieux connue est le palais no 1. Construit sur une terrasse, il était organisé autour de galeries couvertes desservant plusieurs pavillons disposant de plusieurs étages. Parmi les éléments de sa décoration intérieure, on a repéré des traces de peintures murales ornant les galeries. Cet édifice est sans doute plus ancien que les débuts l'empire, datant peut-être du temps du ministère de Shang Yang. Le palais no 3, à l'architecture similaire, pourrait dater de la période impériale. Qin Shihuangdi fait construire plusieurs résidences impériales durant son règne, le dernier étant le palais Epang, achevé sous le règne de son successeur et dont les ruines occupaient un espace rectangulaire de 1 320 × 420 mètres avec une salle d'audience qui aurait pu selon Sima Qian accueillir une dizaine de milliers de personnes rien que sur les terrasses de l'étage. Cette autre manifestation des rêves de grandeur du Premier Empereur aurait suscité l'indignation du peuple et d'une partie des élites. Les édifices le constituant ont tous disparus : il ne reste en quelques endroits que les terrasses. Les textes antiques parlent de nombreux complexes palatiaux disséminés dans Xianyang et ses faubourgs, deux cent soixante-dix selon Sima Qian, comme celui de Liuguogong où avaient été déportées les familles nobles des royaumes conquis,.

#### Une unification inachevée
En dépit de toutes ces mesures, la dynastie des Qin — qui ne dure que quinze ans — ne paraît guère avoir suscité l'adhésion du reste de la Chine. Les révoltes des provinces où le souvenir des anciens royaumes est très vivant (en premier lieu Chu) précipitent sa chute. Après une brève période où l'empire se fractionne à nouveau, les premiers souverains Han (dont le nom renvoie du reste à un ancien royaume conquis par les armées de Qin Shihuangdi) réussissent à l'unifier bien plus durablement. Ils assument en gros l'héritage Qin mais en assouplissant certains traits, en donnant plus d'importance aux pouvoirs locaux. L'échec de l'empire Qin semble s'expliquer par ceci que, fondé sur des institutions légistes et militaristes qui lui ont permis de rassembler la Chine en usant de la méthode forte, il n'a manifestement pas pu s'adapter, assouplir l'organisation de l'État en vue de transformer celui-ci en une structure politique à même de gouverner durablement les territoires conquis.

### L'État légiste

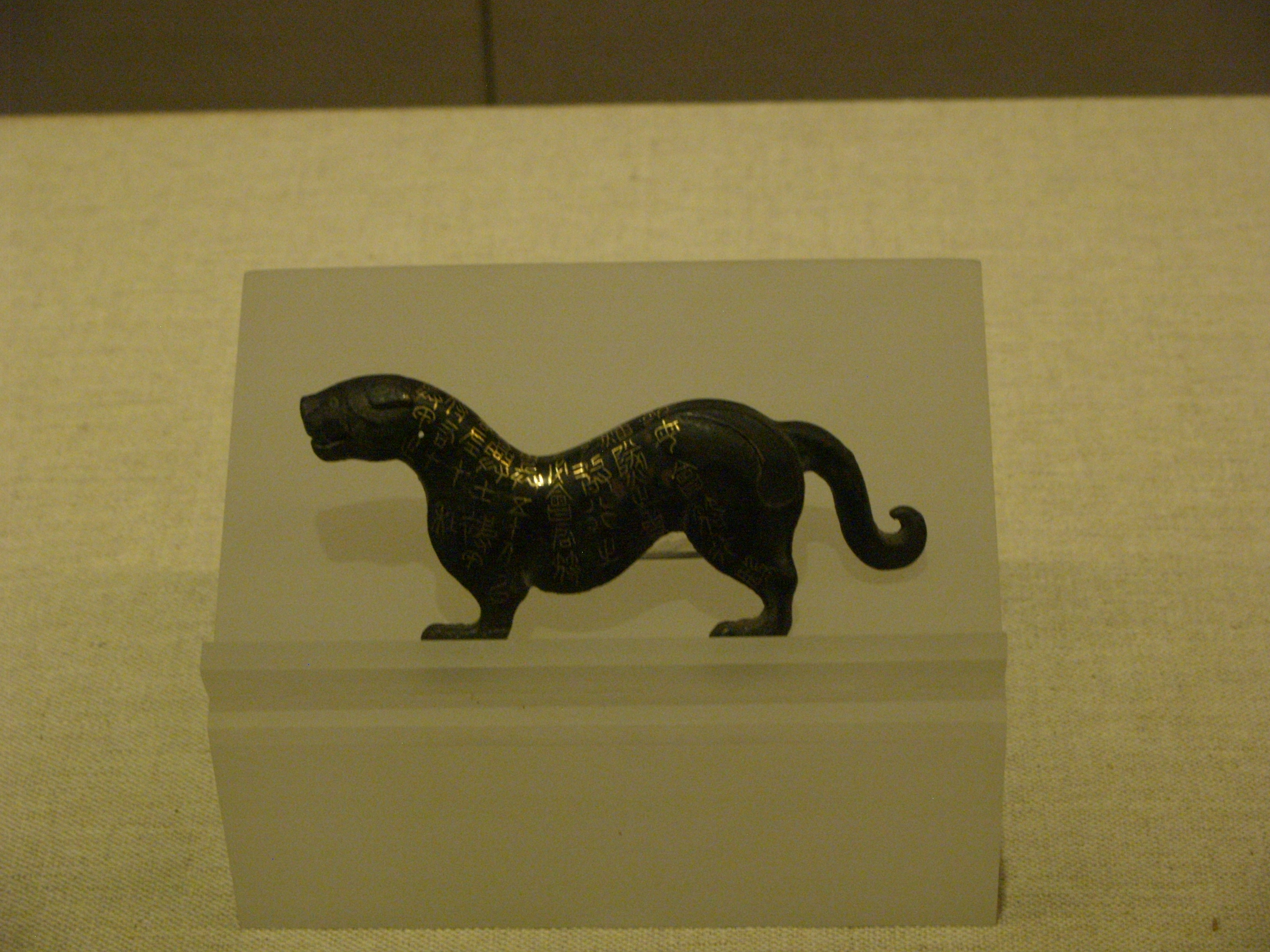
Moitié de tigre en bronze portant un ordre impérial, musée d'histoire du Shaanxi.

Depuis l'époque de Shang Yang, les gouvernants de Qin et ceux des autres Royaumes combattants ont introduit des lois et pratiques qui ont mis fin à l'ancien système de gouvernement hérité des Zhou, souvent qualifié approximativement de « féodal » en raison de sa faible centralisation. Celui-ci est remplacé par un gouvernement centralisé et bureaucratique, guidé par les idées légistes. Si ces idées ne sont pas les seules en cours à Qin et n'ont pas été appliquées uniquement dans ce royaume, c'est là qu'elles ont eu le plus d'influence. Le nouveau système repose en particulier sur la récompense des plus méritants et du dévouement à l'État. Un texte juridique de Qin retrouvé dans une tombe de Shuihudi, qui a un parallèle parmi des documents d'origine inconnue acquis par l'Académie Yuelu, contient une sélection d'articles détaillant les tâches prioritaires d'un bon fonctionnaire : bonne tenue des comptes et registres officiels, inspection des subordonnés, surveillance constante des magasins royaux qui lui sont confiés ; les sections finales expliquent plusieurs termes juridiques contenus dans les articles précédents et prodiguent des conseils pour bien mener enquêtes et interrogatoires. La même tombe comprenait un texte décrivant le fonctionnaire idéal : respectueux de la hiérarchie, loyal à l'égard du pouvoir, impartial dans ses prises de décision et ses enquêtes judiciaires, dépourvu de toute ambition personnelle. Pour la transmission des ordres impériaux aux chefs des armées, des objets en deux parties avaient été mis au point ; il s'agissait de félins en bronze, portant l'ordre écrit : une partie était confiée à celui qui devait exécuter l'ordre et l'autre restait au palais impérial ; quand la seconde était envoyée au détenteur de la première, l'ordre devait être exécuté.
Les principes légistes observés par le gouvernement de Qin font de la « loi » (fa) la base de la réorganisation de la société. Suivant les conceptions de la Chine ancienne, les hommes participent à un ordre universel qui ne doit pas être déstabilisé. Un délit est considéré comme une perturbation de cet ordre et il doit être puni en proportion de la faute pour rétablir la bonne marche du cosmos. Concrètement, cela légitime le principe de peines différenciées en fonction de la faute. Les cas les plus graves sont punis de mort, généralement par décapitation, ou bien entraînent des mutilations et autres peines afflictives : amputation du nez, d'une jambe, castration, rasage de la barbe et des cheveux, marque infamante. Viennent ensuite les peines pour les fautes qui peuvent être compensées pécuniairement par des amendes ou par une période de travail forcé, voire par la réduction en esclavage pour le compte de l'État. La gravité des peines est évaluée suivant des critères tels que la préméditation pour l'homicide, ou la distinction entre l'auteur d'un délit et une tierce personne l'ayant incité à le commettre, mais aussi suivant d'autres principes révélant plus profondément la mentalité de l'époque, comme la place de la victime ou du coupable dans la hiérarchie sociale. Les individus les plus honorables, hauts dignitaires et fonctionnaires, peuvent souvent s'en tirer à bon compte en payant des amendes ou en étant privés de certains de leurs titres honorifiques, ce qui représente une compensation symbolique forte. Quant aux plus pauvres, qui ne peuvent payer des amendes, ils sont plus susceptibles d'avoir à accomplir des travaux forcés. La prise en compte de la communauté familiale et locale est également primordiale. Juridiquement, les enfants sont en situation d'infériorité par rapport à leurs parents, tandis qu'un groupe familial peut être tenu responsable de la faute d'un seul de ses membres et être amené à devoir la compenser, jusqu'à être réduit au travail forcé ou mis à mort, suivant le principe de « l'implication mutuelle » (lian zuo). Cette responsabilité collective justifie que l'État puisse exiger que des personnes dénoncent les méfaits d'un proche. Là encore, cela se retrouve dans l'organisation militaire : tous les membres d'une unité sont exécutés si un seul soldat de celle-ci déserte. La contrepartie à ce système de punitions pour les non-méritants consiste en récompenses pour les méritants en nature ou en argent, par des terres, des titres honorifiques, etc. s'ils accomplissent des actes remarqués par le pouvoir, notamment au combat, ou dénoncent les responsables de méfaits.
Les lois de surveillance mutuelle visent à s'assurer que le peuple, supposé connaître la loi, la fasse respecter et dénonce les abus des fonctionnaires. En effet, le gouvernement tel qu'il est pensé à la suite de Shang Yang tend à n'avoir qu'une confiance limitée dans la probité de ses propres serviteurs, mais aussi des lettrés ou des marchands qui sont susceptibles de rechercher leur profit personnel et de couper le peuple de son souverain. Cela suppose donc de tenir le peuple informé de la loi pour qu'il soit en mesure de la faire respecter, ce qui est difficilement applicable. Une section des textes juridiques Qin contient ainsi des réponses à des questions que peuvent se poser les gens du peuple, mais aussi les fonctionnaires, à propos de la loi.

### L'armée

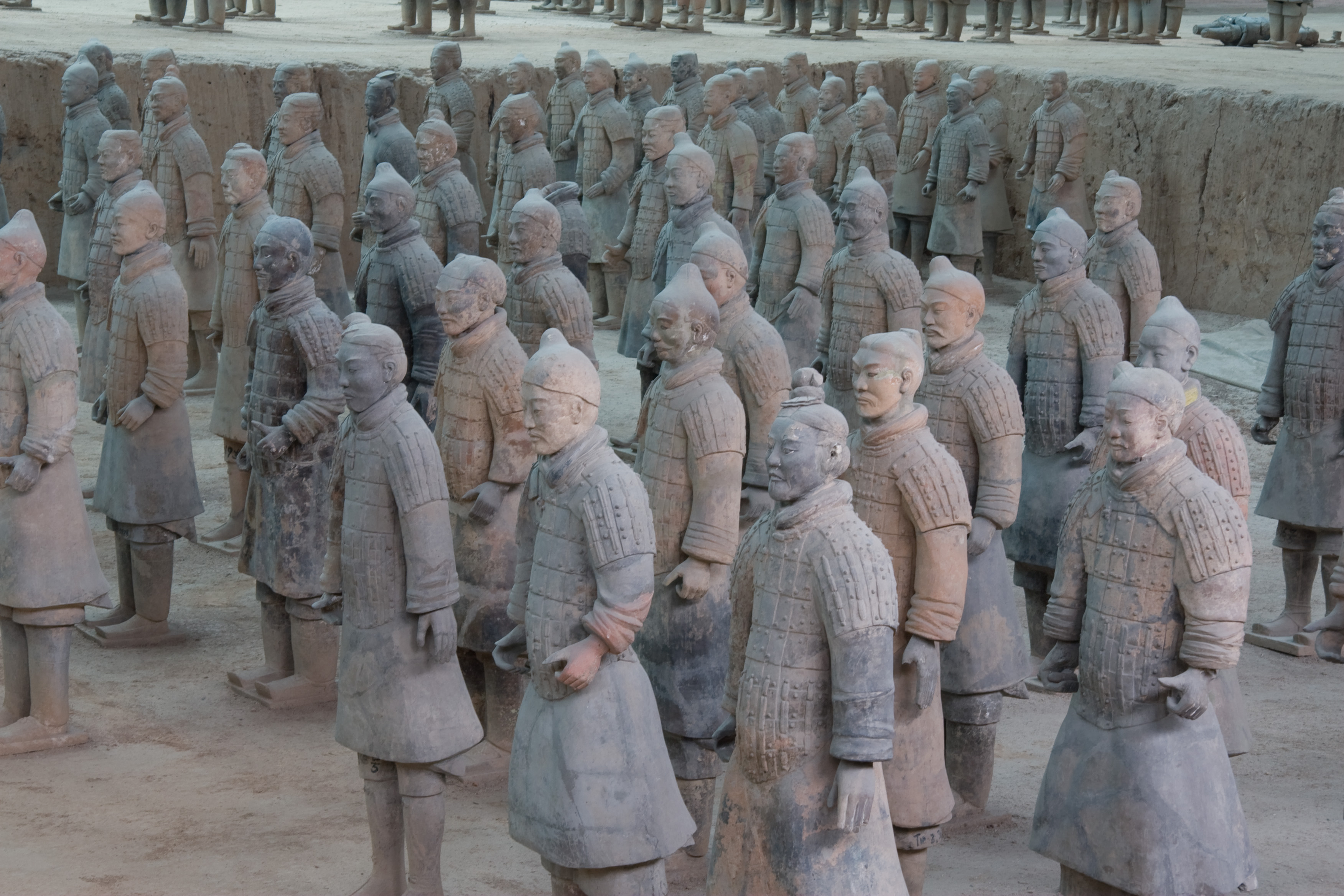
Soldats en rang de combat, fosse no 1 du mausolée du Premier Empereur.

#### Organisation des troupes et armement
L'armée qui a concrètement permis l'unification de la Chine utilise les techniques les plus avancées de l'époque. Les différents corps d'armée se retrouvent remarquablement représentées dans le mausolée du Premier Empereur. Les fantassins constituent la grande majorité des troupes et se comptent sans doute par centaines de milliers. Leur ascension a été irrésistible sous les Royaumes combattants, tandis que les chars ne sont plus décisifs ; la cavalerie, développée depuis peu à partir des régions du Nord de la Chine qui étaient au contact des peuples cavaliers de la Steppe, ne joue pas encore de rôle majeur. L'armement est très varié, en fer ou en bronze. L'arme de hast la plus répandue est la pique (pi) avec une lame en bronze de 35 cm environ, aux côtés de la hallebarde (ge) qui est très courante dans les périodes plus anciennes et de la lance (mao). Les soldats sont munis de poignards (bishou), de couteaux (dao) ou d'une sorte de sabre court (le « crochet de Wu », Wu gu), mais l'épée est de plus en plus employée au IIIe siècle av. J.-C. l'amélioration des procédés de sa fabrication permettent de l'allonger (jusqu'à 80 centimètres). L'arme la plus dévastatrice est l'arbalète (nu) dont les carreaux des plus puissantes peuvent atteindre des cibles à plus de 300 mètres. Pour se protéger, les soldats disposent de cuirasses formées de plaquettes enchevêtrées, qui sont plus solides et sophistiquées pour les officiers de rang supérieur.

Armes et armures de la période de la dynastie Qin
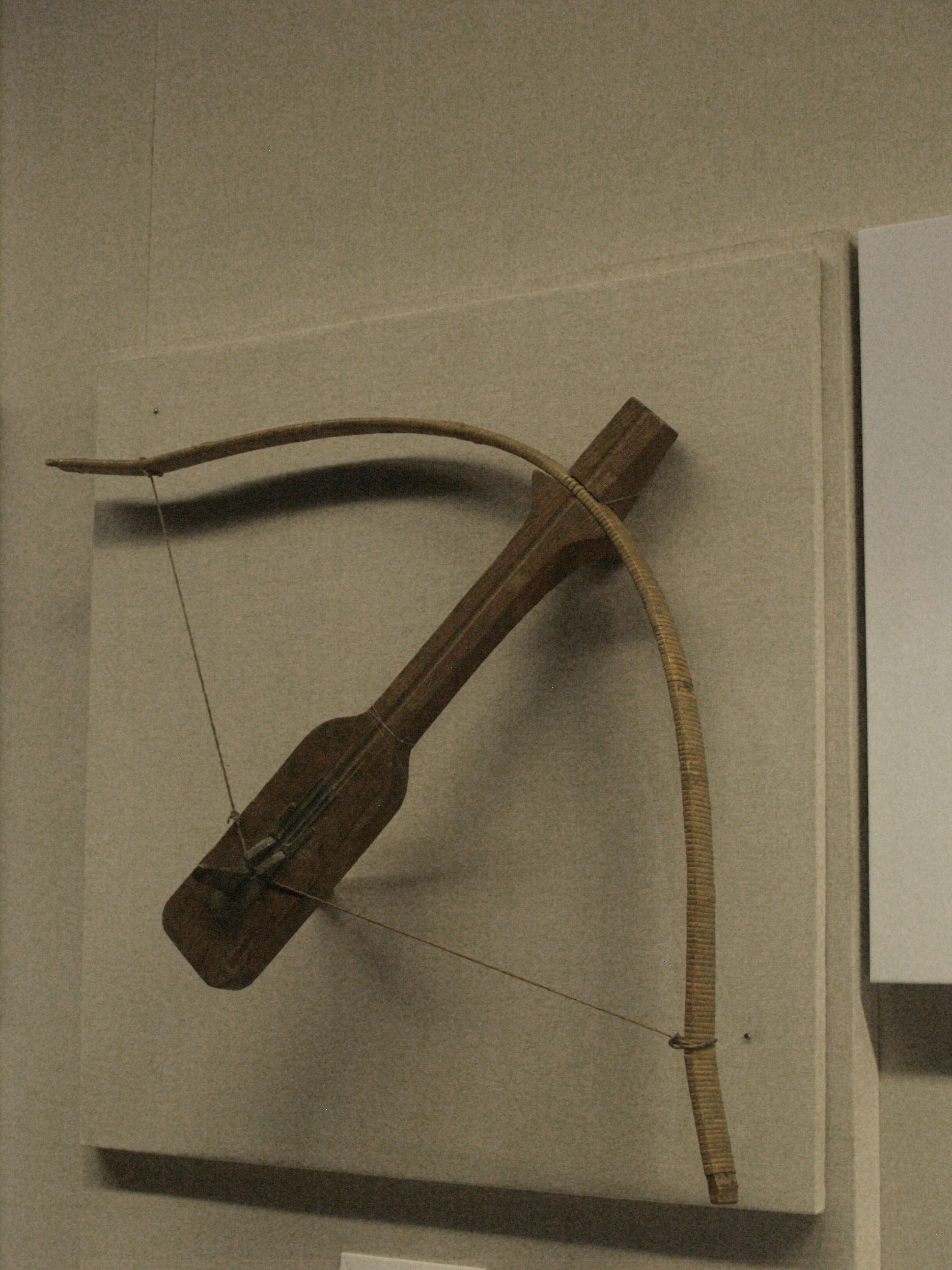
Arbalète, musée d'Histoire du Shaanxi.
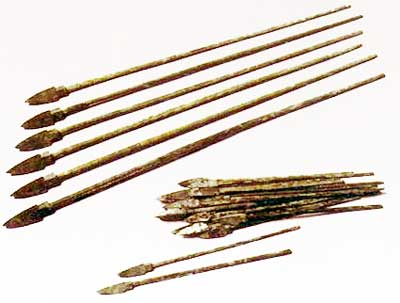
Flèches d'arc (en haut) et carreaux d'arbalète (en bas) datant de la dynastie Qin.
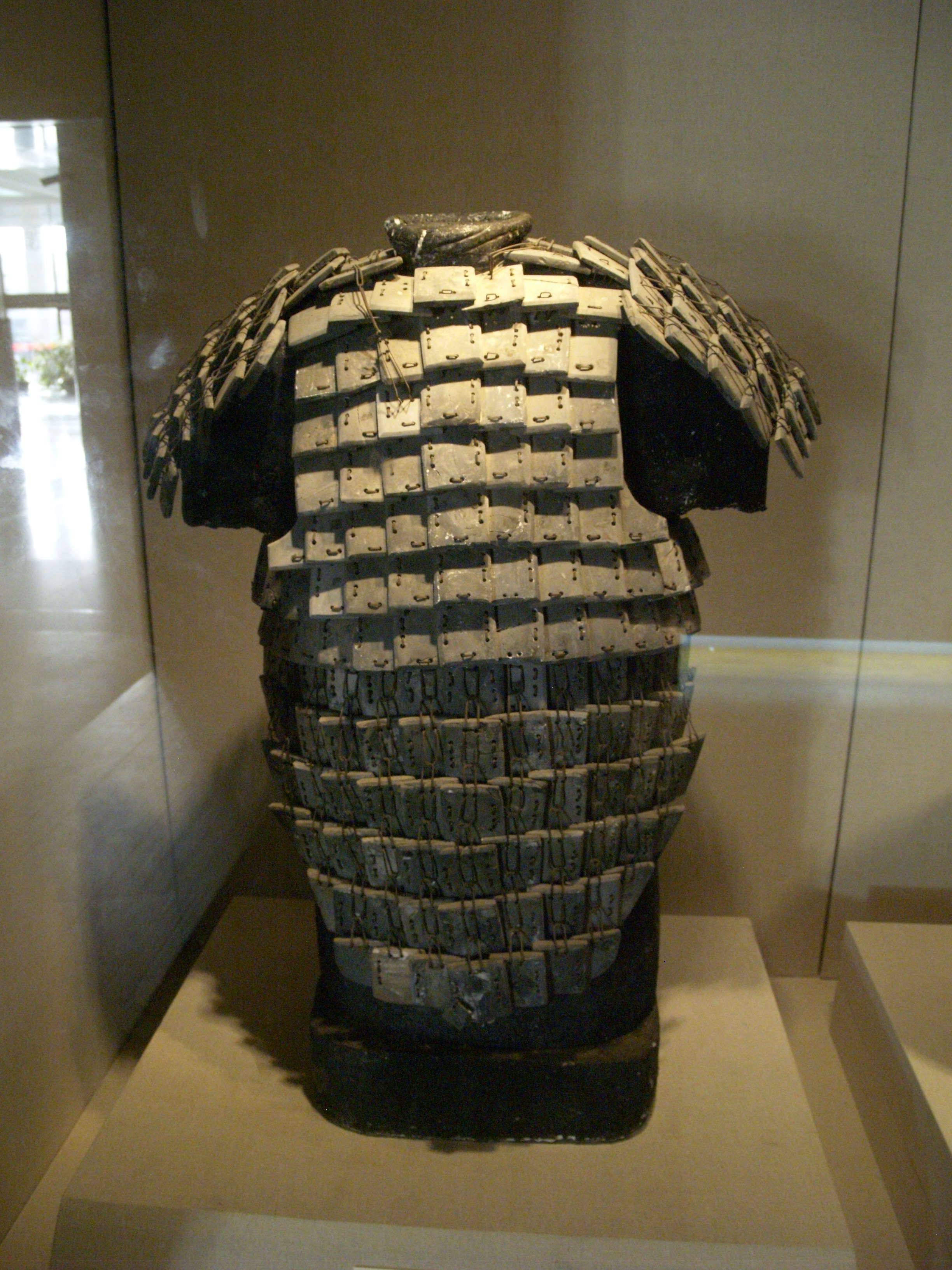
Cuirasse en pierre exhumée dans une fosse du mausolée du Premier Empereur.

#### Un État militarisé

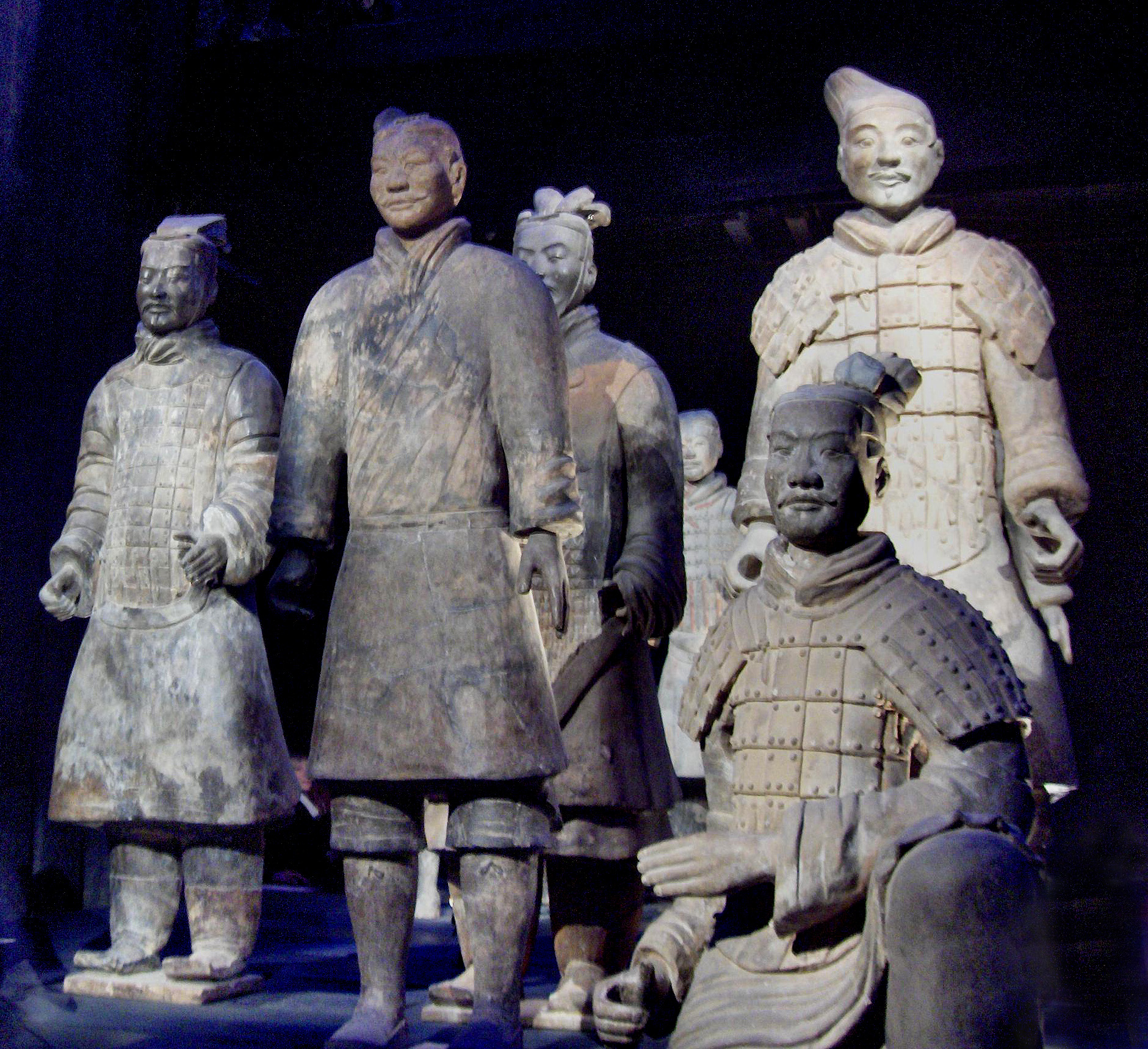
Soldats de l'armée en terre cuite du mausolée du Premier Empereur, dont les armures différenciées révèlent des rangs distincts.

L'efficacité de l'armée de Qin s'explique sans doute par l'organisation militarisée de l'État, car du point de vue des techniques militaires elle ne se différencie pas vraiment des troupes des royaumes qu'elle a vaincus. Le système légiste fait reposer la puissance économique et militaire de Qin sur ses paysans, à la fois producteurs de richesses et pourvoyeurs de soldats. Le légisme voit même la guerre comme une des finalités de l'État : selon le Livre du prince Shang, elle permet de focaliser les forces et talents de tout le royaume vers un but de nature telle que se consomment immédiatement richesses et énergies, empêchant ainsi qu'elles s'accumulent entre les mains d'individus susceptibles de faire passer leur intérêt propre avant celui de l'État. Ce dernier a donc tout intérêt à maintenir un état de guerre permanent.
Le peuple est organisé en petites unités locales solidaires qui constituent aussi la base de la conscription militaire. Le mauvais comportement au combat d'un membre du groupe peut avoir des conséquences sur la totalité de celui-ci et, à l'inverse, ses succès militaires peuvent profiter à l'ensemble (les soldats étant récompensés en fonction d'un nombre de têtes d'ennemis tranchées). Cette solidarité, ajoutée aux liens de sang qui unissent souvent les soldats d'une même localité, renforce la cohésion des troupes. Les hommes de dix-sept à soixante ans sont mobilisables ; ils doivent faire un service militaire régulier et peuvent être rappelés à chaque nouvelle campagne militaire. Les ouvrages militaires des Royaumes combattants, dont le plus fameux est l'Art de la guerre de Sun Zi, font de la planification des campagnes, de l'organisation des troupes et de la logistique les éléments clés de la victoire ; les soldats doivent être de qualité, bien exécuter les ordres pour assurer le succès de leur général présenté comme une figure paternelle pour ses subordonnés.

#### La Grande Muraille
Le système de murs défensifs mis en place par le Premier Empereur, la « Grande Muraille », a lui aussi grandement contribué à sa légende. Il ne s'agit pas d'une innovation puisque les Royaumes combattants avaient érigé de telles murailles pour se protéger d'une part des autres royaumes et d'autre part des peuples nomades du Nord. Qin Shihuangdi fait démanteler les murailles intérieures mais préserve, complète et renforce celles gardant la frontière septentrionale de son empire. La réalisation de ce vaste projet est confiée au général Meng Tian après les campagnes contre les Xiongnu de 215-214 qui ont démontré la menace que ceux-ci faisaient planer sur l'empire. La tradition a retenu l'ampleur de l'ouvrage qui aurait mobilisé plus de 300 000 hommes travaillant dans des conditions souvent épouvantables. Lors de la construction de la muraille, on tire parti de la topographie tout au long de son parcours, s'appuyant sur les escarpements, employant les matériaux localement disponibles. Des tours carrées et des abris sont disposés à intervalles réguliers, les points stratégiques étant pourvus des garnisons plus importantes. Il n'en reste aujourd'hui plus beaucoup de vestiges, car ils ont été recouverts par les murailles des dynasties suivantes,.

## Société et culture
Par ses aspects sociaux, économiques et intellectuels, la courte période de la dynastie Qin ne présente pas de grandes originalités par rapport à la période finale des Royaumes combattants. C'est une société dont la richesse repose sur les productions agricoles d'une paysannerie nombreuse, mais dans laquelle le monde urbain, avec l'artisanat et le commerce, occupe une place de plus en plus importante. Le dynamisme de la vie intellectuelle et religieuse prend sa source dans de multiples courants. La spécificité de cette période relève surtout de la volonté de l'État Qin de mieux contrôler la société et les courants de pensée. Ses succès sont souvent mitigés et ne perdurent que ceux sauvegardés par les Han.

### Aspects sociaux
L'aristocratie partage la même culture et les mêmes habitudes de vie peu importe l'endroit de l'empire où elle réside. Les différences de culture entre les régions sont considérées comme le fait des classes inférieures. Limité durant la période des Zhou de l'Est en raison de la fragmentation politique et culturelle de l'époque, le processus d'unification s'amplifie sous les Qin.
Dans son approche légiste et militariste, le pouvoir Qin met en place au temps de Shang Yang une société hiérarchisée qui compte vingt rangs différents de bas en haut de l'échelle sociale. Les degrés de cette hiérarchie peuvent être gravis en fonction des mérites au combat ou au service de l'État ; à l'inverse, on peut être déchu de son rang en cas de mauvais comportement. Cette organisation est vouée à remplacer l'ancienne stratification sociale qui reposait sur les hiérarchies héritées, assurant la prééminence des lignages aristocratiques dans leurs fiefs. Le pouvoir a aussi privilégié l'affirmation des familles nucléaires (de 4 à 6 individus en général) aux dépens des structures plus complexes, de façon à inciter à la dispersion des personnes. Au sein de la famille, l'autorité est détenue par le père, à qui ses fils doivent respect et obéissance, même lorsqu'ils atteignent l'âge adulte. La piété filiale est un principe dont l'observation ne risque pas de remettre en cause le nouveau pouvoir. Dans la conception de l'époque, la lignée repose sur les hommes, les femmes étant vues comme plus distantes de celle-ci puisque vivant normalement dans plusieurs familles au cours de leur existence (au moins celle où elles sont nées et celle qu'elles ont rejointe par leur mariage). Leur loyauté envers leur famille est souvent suspectée, état d'esprit qui peut aller, comme dans une inscription de Qin Shihuangdi, jusqu'à proclamer qu'une veuve se remariant commet un adultère envers son défunt mari.
Le monde rural et agricole représente la majorité de la population chinoise, vivant dans des villages et hameaux. La période de la dynastie Qin se situe dans une longue phase de croissance de la production agricole, due en partie à des progrès techniques (comme l'utilisation accrue d'outils en fer, les progrès des techniques de fertilisation). Celle-ci intéresse particulièrement les gouvernants car elle est à la base de la richesse de l'État grâce aux prélèvements abondants qu'elle permet. C'est particulièrement vrai aux yeux des légistes qui ont tendance à y voir la seule activité créatrice de richesses. La paysannerie supporte l'essentiel des deux principales taxes, celle prélevée sur une portion de la récolte (1/15e au début des Han) et celle prélevée sur les hommes adultes (une capitation ; les enfants payent une demi-part), qui comprend aussi des corvées pour le compte de l'État (un mois dans l'année). L'autre raison de l'intérêt des gouvernants pour la paysannerie réside dans le fait qu'elle fournit le gros des troupes, ce qui explique son organisation de l'armée en unités solidaires servant de base à la conscription militaire comme vu précédemment. Les documents administratifs et juridiques exhumés dans des tombes comme celle de Shuihudi mettent en lumière certains aspects de la vie villageoise et de son organisation. Les travaux agricoles sont supervisés par des responsables locaux, comme le chef de village (likui), qui, en cas de bonnes récoltes et de croissance du cheptel, reçoit des récompenses (en nature ou bien en exemptions de services à fournir à l'État). Mais il est puni si les résultats sont mauvais (bastonnade, service supplémentaire).
Les villes sont en forte croissance durant la période des Royaumes combattants. Les vastes enceintes qui les défendent comprennent souvent en leur sein des murs secondaires qui séparent les différents districts de l'espace urbain. Les bâtiments d'État, isolés dans une enceinte qui leur est propre, adoptent un style architectural en lequel s'exprime l'autorité, notamment parce que l'on cherche à les rendre élevés : hautes tours, portes imposantes, vastes terrasses portant des pavillons à plusieurs étages.

### Lettres et pensée
| |  |  |
| Documents écrits et styles d'écriture de la dynastie Qin : documents juridiques en style « des scribes », sur des lamelles de bambou exhumées à Shuihudi (Hubei) ; inscription solennelle en style « petit sigillaire », sur une dalle en céramique du palais Epang à Xianyang : « Les sujets se pressent sur tout le territoire de l'empire, toutes les récoltes sont arrivées à maturité, puisse-t-il n'y avoir personne qui marche affamé dans les rues. » |  |  |

#### Formes d'écriture
Sous les Royaumes combattants, l'écriture chinoise présente de nombreuses variantes régionales, proches les unes des autres, car toutes héritières de celle des Zhou. Les catégories classiques de la calligraphie chinoise ont été déterminées après l'époque des Han, mais elles peuvent être suivies pour l'époque de l'empire Qin. Celle-ci connaît deux grandes variantes dont les antécédents apparaissent déjà dans les textes antérieurs à l'unification : l'une pour les documents de la vie courante, tracée au pinceau sur des supports en bois ou en bambou et prévue pour une rédaction plus rapide, qui devait être qualifiée par la suite d'« écriture des scribes » (lishu) ; l'autre dite « sigillaire » (zhuanshu), dont on distingue deux formes, la grande et la petite sigillaire (dazhuan et xiaozhuan), qui ont une fonction plus solennelle et sont utilisées pour la rédaction des inscriptions officielles, aux formes plus archaïsantes. La tradition attribue à un certain Cheng Miao, un lettré qui avait été emprisonné par décision de l'empereur, la mise au point de la première. C'est en revanche à une initiative officielle, celle du premier ministre Li Si, que l'on devrait la politique de standardisation du système d'écriture dans une taille et une forme uniques à travers tout le pays aboutissant à la conception de la petite sigillaire. Cette écriture, mise en place dans un but d'unification du royaume, élimine les différentes variantes régionales, ce qui est facilité par le fait que celles-ci ne sont pas très dissemblables. De nombreux signes, jugés obsolètes ou redondants sont supprimés, les formes sont simplifiés et régularisées. Mais la réforme ne parvient pas à normaliser complètement les caractères. C'est surtout par des fonctionnaires qu'elle se diffuse, parce qu'ils l'utilisent dans les textes officiels dans tout l'empire, et prennent sans doute en charge la formation des scribes. Du reste, c'est le style calligraphique des scribes qui connaît la postérité la plus importante, puisqu'il triomphe sous les Han (dans les inscriptions courantes puis officielles) et c'est de son évolution qu'émerge quelques siècles plus tard la forme d'écriture chinoise courante (kaishu),,.

#### Contrôle et répression des lettrés
Le gouvernement de Qin, qui mène une politique d'unification de la Chine, tolère mal les courants de pensée qui s'opposent au légisme et en tout premier lieu le confucianisme. L'effervescence intellectuelle de la période des Royaumes combattants a donné aux penseurs une influence politique importante. Les idées qu'ils développent ont en général une finalité politique et ils n'hésitent pas à critiquer le gouvernement s'ils l'estiment nécessaire. Ainsi, la victoire de Qin sur le reste de la Chine est suivie d'une vague de persécution avec le mot d'ordre « brûler les livres et exécuter les lettrés » (fenshu kengru). Selon ce que rapporte Sima Qian, elle débute en 213 lors d'un banquet à la cour impériale réunissant plusieurs lettrés. Un confucianiste prend la parole pour contester la politique centralisatrice de l'empereur ; sa critique porte surtout sur le fait qu'il ne dote pas les membres de sa famille d'apanages, à la différence de ce que faisaient les anciens rois Zhou, idéalisés par les confucéens. Li Si lui répond alors en développant toute une théorie justifiant le rejet des modèles du passé. Pour qu'on en fasse table rase, il ordonne l'autodafé des livres (fenshu) hérités des différents courants de pensée qui s'opposent au légisme et qui pourraient maintenir vivante la mémoire des anciennes dynasties comme le Livre des documents et le Livre des Odes avec leurs très anciens textes qui se réclament de la tradition Zhou. Les personnes qui les lisent en public sont passibles de la peine capitale. Seuls les textes à finalité pratique sont conservés, ceux relatifs à l'agriculture, la divination ou encore la médecine. L'importance des destructions de livres à l'époque doit sans doute être relativisée : beaucoup ont survécu à ces mesures et il est possible que d'autres événements — l'incendie de la bibliothèque impériale lors de la chute de la dynastie par exemple — en aient fait disparaître beaucoup plus. L'exécution des lettrés (kengru) se rattache quant à elle à un événement de l'année 212, quand l'empereur ordonne la mise à mort de 460 érudits soupçonnés d'avoir critiqué sa cruauté et sa démesure. Il est généralement admis qu'ils ont été enterrés vivants (c'est un sens du terme keng et un supplice courant dans la Chine ancienne), mais cela pourrait n'être qu'une déduction a posteriori rapportée par Sima Qian ou ajoutée dans son livre après sa mort, visant à joindre une nouvelle pièce au dossier de la légende noire du Premier Empereur. Quoi qu'il en soit, on retient au moins le fait que la politique de Li Si, qui suit en cela la pensée de Han Feizi, grande figure du légisme, cherche à discipliner le groupe des intellectuels, afin de les intégrer dans l'administration où leurs capacités sont appréciées,,.

#### La coexistence de plusieurs écoles de pensée
En tout état de cause, ces mesures sont trop limitées pour pouvoir unifier les nombreux courants de pensée hérités de la période des Royaumes combattants, qui sont du reste encore peu structurés. Qu'une telle politique ait été menée manifeste bien que tous ces courants sont jugés suffisamment importants pour qu'ils puissent être considérés comme une menace pour l'autorité des gouvernements légistes, en premier lieu Li Si.
La cour Qin entretient une académie de lettrés venus de différentes régions de l'empire, dans la continuité de l'Académie Jixia qui existait dans l'ancien royaume de Qi ou celle réunie autour du ministre Lü Buwei avant l'unification. C'est aux travaux des érudits de cette dernière qu'on doit les Printemps et Automnes de Lü Buwei, ouvrage encyclopédique dont les liens avec les volontés unificatrices de Qin sont évidents, notamment celle d'unifier les pensées et de convaincre que l'existence d'un unique souverain est la situation idéale,.
D'autres courants que le légisme sont représentés dans ces académies et dans ces écrits. L'empereur lui-même consulte des lettrés confucianistes lorsqu'il se rend au Mont Tai à Qi et s'interroge sur les rituels qu'il doit y observer. Ses inscriptions monumentales, bien que marquées par le légisme, contiennent des passages renvoyant à la morale confucéenne. L'école cosmologiste est également très en vogue et a l'oreille de l'empereur ; elle s'intéresse en particulier aux changements des Cinq Phases ou Éléments (Terre, Métal, Bois, Feu et Eau), et aurait inspiré la symbolique de la dynastie Qin (avec l'adoption de l'Eau comme élément). Les tenants des courants naturalistes (dont les précurseurs du taoïsme), de la magie ou de la divination sont également très actifs et dialoguent avec l'empereur qui ne peut donc pas vraiment être considéré comme un partisan d'une pensée unifiée autour du légisme.

### Religion
Il est possible de reconstituer la religion de la Chine de l'époque Qin grâce, essentiellement, à des sources antérieures, datant de la période des Royaumes combattants. Les anciens Chinois vouent un culte à une foule d'« esprits » (shen) auxquels ils offrent des sacrifices (animaux, produits agricoles, boissons, etc.). Les rites mortuaires, particulièrement importants, ont deux objectifs : s'assurer que le défunt voyage et demeure dans l'autre monde et recevoir la bénédiction du royaume des esprits,. Les rituels religieux ont généralement lieu dans des temples et espaces sacrés où s'élèvent des autels sacrificiels. Lors de la fête du nouvel an décrite par Han Feizi, les gens de Qin accomplissent des rites de purification (offrande d'eau fraîche aux amis et voisins), sacrifient aux ancêtres, aux esprits domestiques et à d'autres esprits durant trois jours.
La divination, l'art servant à prédire l'avenir, est une autre forme de pratique religieuse. Une ancienne tradition consiste à faire passer des os ou des carapaces de tortues sur le feu de façon à provoquer la formation de craquelures dont l'interprétation permet de prédire les événements futurs. Les autres formes de divination utilisées au début de la Chine impériale sont multiples, reposant principalement sur l'observation des phénomènes naturels : comètes, éclipses et sécheresses sont considérées comme les présages de choses à venir. La religion « populaire » de la période Qin est documentée par des textes divinatoires exhumés des tombes, notamment des recueils de présages et des almanachs. Ces derniers détaillent longuement les jours fastes et néfastes de l'année en fonction de toutes les activités de la vie quotidienne : voyages, rituels sacrificiels, tenue d'un procès, mariage, et même le lavage des cheveux.
La documentation concernant la religion de l'empire Qin concerne également son premier souverain. Sima Qian rapporte que Qin Shihuangdi demande aux spécialistes des rituels de réunir les noms des centaines de divinités dont les cultes étaient célébrés dans tout l'empire aux époques passées, de façon à pouvoir y pourvoir et confirmer ainsi son appropriation du territoire impérial. Les inscriptions laissées par l'empereur après ses voyages dans les provinces montrent qu'il participe à des sacrifices aux grands dieux locaux, comme lors du rituel feng marqué par des offrandes aux pieds d'une montagne sacrée précédant l'inhumation d'un message aux dieux au sommet de celle-ci. Qin Shihuangdi entretient ainsi de nombreux lieux de culte et érige des stèles sur des monts sacrés, se plaçant dans la continuité de la légende du glorieux roi Mu des Zhou. Sa volonté est donc de s'ancrer dans les traditions anciennes, même s'il met en place de nouveaux cultes et rituels. Dans sa propre capitale, Qin Shihuangdi accomplit plusieurs sacrifices reflétant quant à eux ses ambitions universalistes et centralisatrices ; le plus important, qui a lieu tous les trois ans lors d'une nuit du début de l'année, est destiné à une divinité dont le nom nous est inconnu,.

## Postérité

### Un héritage discuté
Prototype des empires chinois qui lui ont succédé, l'empire Qin a fortement marqué l'histoire du pays en mettant en avant l'idéal de son unification, un idéal qui n'a pas été abandonné. Il a été présenté comme un modèle à suivre ou à éviter pour les constructions impériales ultérieures et a suscité de nombreux débats depuis son effondrement, débats centrés sur la personnalité de Qin Shihuangdi. Les penseurs confucianistes ont rapidement lié sa chute à son immoralité et à ses piètres qualités de souverain. Sima Qian, fonctionnaire de tendance confucianiste travaillant pour ses successeurs Han, le présente comme un tyran, particulièrement immoral et cruel, condamnant à plusieurs reprises son attitude ou celle de son ministre Li Si et même celle de l'ancien ministre Shang Yang. La critique confucianiste postérieure cible aussi le Premier Empereur, que ce soit à cause de sa politique démesurée de grands travaux, des nombreuses exécutions capitales qu'il ordonna, ou encore de son rejet des traditions intellectuelles antiques,,.
La vision que l'on a par la suite du Premier Empereur peut devenir moins négative et même favorable, comme c'est le cas notamment dans la République populaire de Chine (et en particulier durant la Révolution culturelle), où, à plusieurs reprises, l'aspect novateur, progressiste et réformateur de sa politique est mis en avant à tel point qu'on le présente parfois comme un grand homme d'État. L'approche actuelle se veut plus nuancée, tient compte dans son appréciation de toute la complexité de l'empire Qin et évite toute vision unilatérale,.
En dépit des épisodes violents qui ont marqué les conquêtes de cet empire et de ses politiques unificatrices, il est indéniable qu'il constitue une étape cruciale de l'histoire de la Chine, même s'il revient finalement à ses successeurs Han d'asseoir durablement l'unité chinoise en pratiquant une politique plus souple et pragmatique vis-à-vis des populations qui leur étaient soumises. Les Han, bien qu'ayant initié une propagande anti-Qin virulente, reprirent une grande partie de l'héritage de leurs prédécesseurs, assurant ainsi la pérennité du système impérial chinois qui devait durer près de deux millénaires,.

### Étymologie du mot Chine
Le terme Qin, dont les transcriptions en EFEO Ts'in et en Wade-Giles Ch'in rendent mieux la prononciation pour le lecteur non sinisant que celles en pinyin, est certainement à l'origine du nom donné en Europe au pays — la « Chine » — et il semble qu'il y soit parvenu par l'intermédiaire de populations d'Asie Centrale. On a longtemps objecté à cela qu'on trouve mention du « pays de Cina » dans un passage de l'Artashastra de Kautilya, texte indien traditionnellement daté des environs de 300 av. J.-C., donc avant la période de l'empire Qin. Mais la critique textuelle contemporaine date plutôt le passage en question des environs du milieu du IIe siècle de notre ère. Le terme Qin n'est en revanche jamais utilisé en Chine même pour désigner ce pays.